# Церква Собору Пресвятої Богородиці (Пикуловичі)
Церква Собору Пресвятої Богородиці — дерев'яна греко-католицька церква у селі Пикуловичі на Пустомитівщині. Пам'ятка архітектури національного значення, внесена до реєстру під охоронним номером 478. Парафія належить до Винниківського протопресвітерату, Львівської архієпархії УГКЦ.

## Історія
Церква Собору Пресвятої Богородиці згадується у протоколах генеральних візитацій від 1741 та 1765 років. Існуюча дерев'яна церква збудована у 1792-1794 роках, коли парохом був о. Лев-Людовік Малецький. Датується за написом над західними дверима.
За священослужителя І. Пачовського у 1892 році була побудована мурована дзвіниця церкви.
Помальована в інтер'єрі у 1938 році. До 1939 року покровителем храму була Латинська Архіепископська Капітула зі Львова.
На стіні церкви була таблиця, поставлена у червні 1992 року, з нагоди 200-ліття від побудови і посвячення храму.

## Архітектура

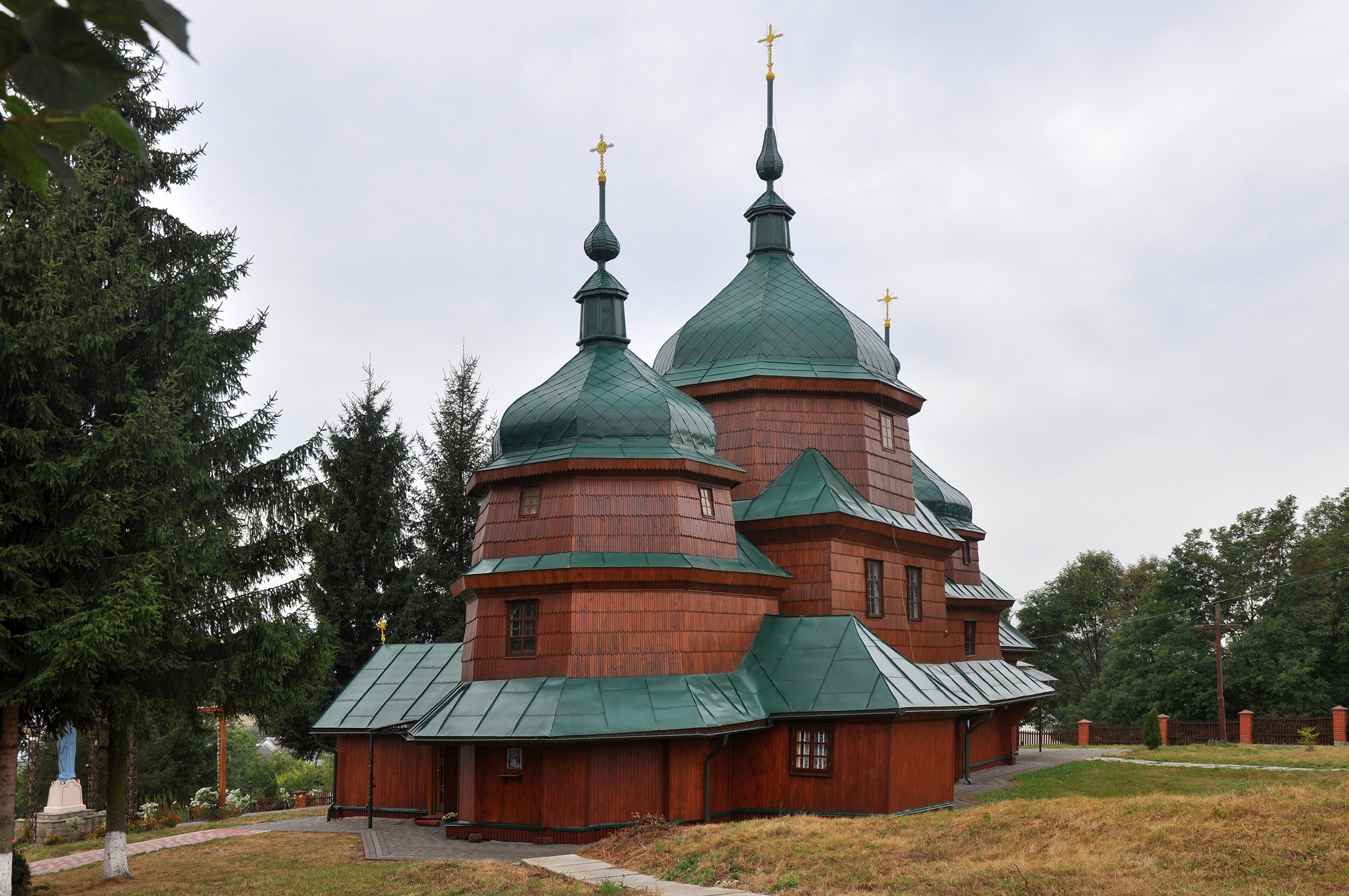

Церква Собору Пресвятої Богородиці стоїть на початку села, на терасі невисокого схилу. Дерев'яна, тризрубна, триверха. Велика, розмір — 23,5 м х 14,0 м.
Складається з квадратного центрального зрубу, до якого примикають із заходу — прямокутний бабинець, зі сходу — п'ятистінний гранований зруб з низькими бічними приміщеннями, з півночі та півдня, до вівтаря, ризницями. До бабинця пізніше прибудований критий присінок.
Споруда оточена піддашшям на випусках вінців. Стіни зрубів помітно нахилені всередину. Завершена трьома банями, по периметру оточена піддашшям. Пам'ятка відноситься до творів галицької школи народної архітектури.
Над головним входом прибита дерев'яна дошка з написами, очевидно, старослов'янською мовою. Ще з долини церква виблискує свіжофарбованими стінами та дахами. Покрівля куполів пофарбована в зелений колір.
За словами місцевого дяка парафіяни зібрали гроші на ремонт, закупили матеріали і власними силами привели церкву до порядку.
Біля церкви стоїть білосніжна фігура Пресвятої Богородиці, поставлена 18 листопада 1913 року, навколо якої ростуть квіти, територія поруч прибрана.